# Кузьма (станція)
Ку́зьма (рос. Кузьма) — залізнична станція на залізниці Кіров-Перм Свердловської залізниці в Росії. Розташована безпосередньо на території села Кузьма Кезького району Удмуртії.

## Маршрути
- Поїзд 354 Адлер-Перм
- Поїзд 494 Новоросійськ-Перм[1]
- Поїзд 549 Анапа-Єкатеринбург
- Електричка Балезино-Перм